# Nova (banda)
Nova fue una banda de jazz fusión originaria de Italia y creada en Londres. Lanzó cuatro álbumes de estudio y estuvo activa durante fines de la década de los 70.

## Biografía
Después de la separación de Uno, los fundadores de este grupo, Elio D'Anna y Danilo Rustici, decidieron formar en Londres una nueva banda llamada Nova junto con el conocido músico italiano Corrado Rustici y el baterista Franco "Dede" Lo Previte en 1975.
De esta forma, ese mismo año Nova quedó integrado por:
- Corrado Rustici (guitarra y voz)
- Danilo Rustici (guitarra)
- Elio D'Anna (saxofón, flauta)
- Luciano Milanese (bajo eléctrico)
- Franco Lo Previte (batería)

Con esta conformación fue lanzado el primer álbum de la banda, Blink, el año 1976.
Tras el lanzamiento del álbum debut, algunos integrantes decidieron abandonar el grupo, quedando Nova reducido a un trío compuesto por Corrado Rustici, D'Anna y el ex teclista de New Trolls Atomic System, Renato Rosset. El mismo 1976 lanzan su segundo álbum de estudio -que es actualmente el más reconocible de Nova- Vimana.
En este álbum también colaboraron Percy Jones en el bajo y Phil Collins en la percusión.
Tras Vimana, el grupo se estableció en Inglaterra, para lanzar, en 1977, el disco Wings of Love. Para ese entonces ya se habían integrado al grupo Barry Johnson en el bajo y Ric Parnell en la batería.
Con esta misma conformación en 1978 Nova se establece definitivamente en Estados Unidos. Ese mismo año lanza su último álbum de estudio, Sun City, que presenta un sonido pesado y resalta la maestría de Rustici en la guitarra.
Tras Sun City, la banda se separa, retornando D'Anna a Italia y quedándose Rustici en los Estados Unidos.
En 1994, Vinyl Magic lanzó en formato CD el álbum Vimana.

## Discografía
- Blink (1976, LP)

Lanzado por Ariston en Italia.
Lanzado por Arista en Reino Unido y los Países Bajos.
Lanzado por Motors en Francia.
- Vimana (1976, LP - 1994, CD)

Lanzado por Arista en Reino Unido, Estados Unidos, Canadá, Chile y Alemania. 
Lanzado por Motors en Francia.
Versión en CD lanzada mundialmente en 1994 por Vinyl Magic.
- Wings of Love (1977, LP)

Lanzado por Arista en Reino Unido, Estados Unidos, Canadá, Chile y Alemania. 
Lanzado por Motors en Francia.
- Sun City (1978, LP)

Lanzado por Arista en Reino Unido, Estados Unidos, Canadá, Chile y Alemania.
Lanzado por Motors en Francia.